# Palais Tiepolo
Le palais Tiepolo (autrement appelé Palazzo Tenezio) est un palais situé à Venise dans le sestiere de San Polo, sur le Grand Canal. Il est situé entre le palais Soranzo Pisani et le palais Pisani Moretta.

## Architecture
Ce palais fut construit vers le milieu du XVIe siècle, à l'emplacement d'un ancien palais, probablement d'ancienne origine vénéto-byzantine. Larchitecte n'est pas connu. 
La façade principale du bâtiment, en style de la première renaissance, est divisée par des marque-étages en trois et se développe sur quatre niveaux : le rez (pé pian), deux étages nobles (soleri) et une mezzanine sous toits. Le pé pian est caractérisé par la présence au centre de deux portes de mer jumelles, à l'arc en plein cintre. 
Au premier étage noble, se trouve un quadrifora central aux arcs en plein cintre avec un balcon (pergolo) adjacent. Aux côtés deux couples de monofores dans le même style, sans pergolo. 
Au second étage noble se trouve un autre quadrifora semblable avec pergolo adjacent et aux côtés deux couples de monofore dans le même style, aussi sans pergolo.
Au-delà du cadre relevé d'avant-toit aux étagères (barbacani) renversées, dans les espaces de maçonnerie de façade, on aperçoit encore les restes de fresques réalisés par Andrea Meldola, dis le Schiavone; elles sont en mauvais état et ont besoin de restauration.

## Intérieur
L'intérieur est orné de stucs polychromes, alors que le portego est embelli par des fresques remarquables de Jacopo Guarana.

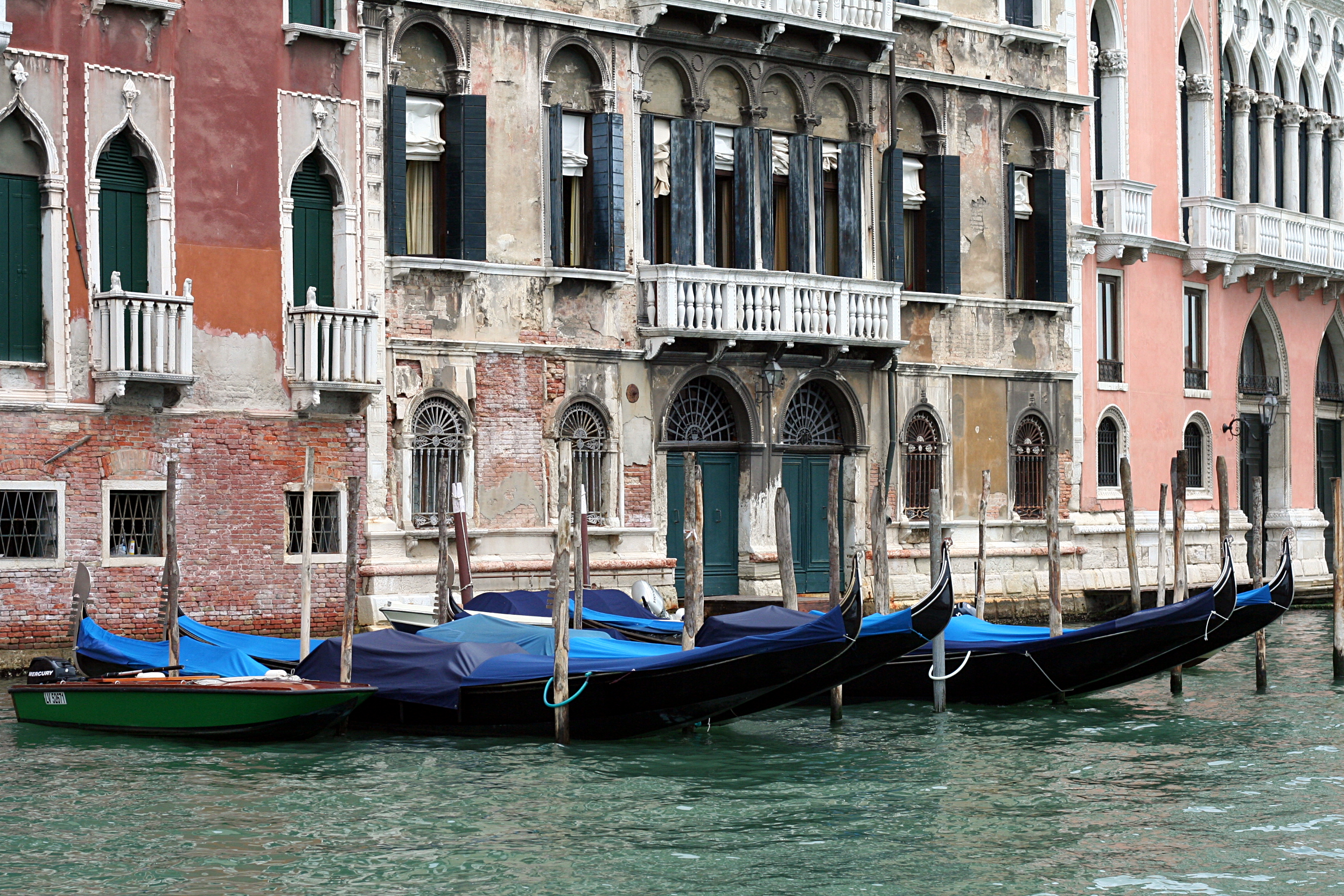
Gondoles amarrées à côté du palais Tiepolo sur le Grand Canal.